# Far Cry 3
Far Cry 3 là trò chơi điện tử phiêu lưu hành động  và bắn súng góc nhìn thứ nhất được phát triển chủ yếu bởi Ubisoft Montreal kết hợp với Ubisoft Massive, Ubisoft Red Storm, Ubisoft Thượng Hải, và Ubisoft Reflections. Trò chơi được xuất bản cho các nền tảng Microsoft Windows, Xbox 360 và PlayStation 3. Far Cry 3 được phát hành vào ngày 29 tháng 11 năm 2012 tại Úc, 30 tháng 11 ở châu Âu, và 4 tháng 12 tại Bắc Mỹ. Một phiên bản mở rộng độc lập mang tên Far Cry 3: Blood Dragon được phát hành vào ngày 30 tháng 4 năm 2013.
Bối cảnh của trò chơi diễn ra trên một hòn đảo nhiệt đới giữa Ấn Độ Dương và Thái Bình Dương. Nhân vật chính Jason Brody phải chiến đấu để bảo vệ bạn bè của mình, chống lại quân cướp biển và thoát khỏi hòn đảo chết chóc.
Far Cry 3 nhận được nhiều khen ngợi từ giới phê bình, với những nhận xét tích cực về thiết kế bối cảnh, cách chơi mở và cốt truyện hấp dẫn; trong khi chế độ chơi mạng lại bị chê bai. Sau sự thành công của trò chơi, Ubisoft đã công bố phần tiếp theo, Far Cry 4, sẽ không khiến người hâm mộ chờ đợi lâu.

## Cách chơi
Là một trò chơi hành động góc nhìn thứ nhất, Far Cry 3 còn có những đặc điểm của thể loại trò chơi nhập vai, với hệ thống điểm kinh nghiệm, các kĩ năng và khả năng tự tạo vật phẩm trang bị. Người chơi có thể tận dụng môi trường tự nhiên để lẩn trốn kẻ địch. Jason cũng có khả năng tung ra những đòn cận chiến hạ gục đối phương một cách âm thầm từ phía trên, dưới hoặc phía sau. Không gian trong trò chơi rất rộng lớn, người chơi có thể khảo sát rồi đưa ra những phương án chiến đấu đa dạng, bao gồm đánh dấu kẻ địch qua máy ảnh, kết hợp những đòn đánh âm thầm với nhiều loại vũ khí đa dạng.
Một điểm thú vị của Far Cry 3 là Jason có thể săn bắn nhiều loại thú rừng, lột da chúng để tự tạo những trang thiết bị tăng cường khả năng chiến đấu. Anh còn hái được nhiều loại thực vật để bào chế thành các loại thuốc đem lại những khả năng đặc biệt khác nhau.
Các kĩ năng được mở sau mỗi nhiệm vụ chính hoặc phụ hoàn thành. Chúng được chia thành ba nhánh, mang tên Cá mập, Diệc và Nhện. Mỗi nhánh kĩ năng có một đặc điểm riêng để người chơi tùy chọn cách chơi ưa thích của mình.

## Nội dung
Trò chơi bắt đầu khi người chơi vào vai Jason Brody, người đang tham gia kỳ nghỉ với một nhóm bạn ở Bangkok mừng em trai Riley vừa lấy bằng lái máy bay. Họ chơi dù lượn và đáp xuống đảo Rook, một hòn đảo giả tưởng nằm ở khu vực châu Á - Thái Bình Dương. Không may họ bị lực lượng cướp biển trên đảo bắt làm con tin. Vaas Montenegro, tên trùm nhóm cướp biển, lên kế hoạch để đòi tiền chuộc từ gia đình họ, sau đó sẽ bán họ đi làm nô lệ.
Với sự giúp đỡ của anh trai mình là Grant Brody, hai anh em Jason thoát được khỏi lồng giam, tuy nhiên Grant bị Vaas bắn hạ trên đường chạy trốn. Jason chạy thoát, rơi xuống sông và được cứu bởi Dennis Rogers, người thuộc bộ tộc Rakyat bản xứ, cũng đang chiến đấu chống lại bọn cướp biển. Nhìn thấy tiềm năng đặc biệt ở Jason, Dennis thuyết phục anh rằng cách duy nhất để cứu bạn bè của mình là trở thành một chiến binh Rakyat và cùng họ chống lại bọn cướp biển. Jason đồng ý và được Dennis dạy cho một số kỹ năng sinh tồn và chiến đấu với tự nhiên (bao gồm kĩ năng chống lại thú dữ cũng như sử dụng các cây cỏ có ích). Sau đó Jason tìm thấy người bạn đầu tiên trong nhóm, Daisy Lee, người trốn thoát thành công và được cứu bởi bác sĩ Alec Earnhardt, nhà khoa học lập dị nghiên cứu nấm rừng.
Ấn tượng với năng lực và sự dũng cảm của Jason trong những trận chiến với quân cướp biển, người Rakyat cho phép anh vào ngôi đền thiêng của họ. Tại đây Jason được gặp thủ lĩnh Citra Talugmai Montenegro và được kếp nạp vào bộ lạc. Citra cũng yêu cầu Jason đi tìm cho cô con dao găm khắc hình rồng có nguồn gốc Trung Quốc, vật quý của người Rakyat. Dennis giao cho Jason một số nhiệm vụ giúp người Rakyat chống lại cướp biển. Trong chuỗi nhiệm vụ thứ hai này, Jason được bác sĩ Earnhardt và điệp viên CIA Willis Huntley nhiều lần giúp đỡ trong việc giải cứu được những người còn lại.
Đầu tiên Jason cứu thoát bạn gái Liza Snow ngay trước khi Vaas định thiêu sống cô. Sau cuộc đuổi bắt bằng xe, 2 người trốn thoát và Liza được đưa về trốn trong hang gần nhà bác sĩ Earnhardt. Người tiếp theo được giải cứu là Oliver Carswell, sắp bị Vaas bán cho kẻ mua nô lệ. Jason phục kích buổi giao hàng, tấn công nhóm cướp biển bằng súng ngắm và trốn thoát cùng Oliver trên xuồng cao tốc.
Việc giải cứu Keith Ramsay có vẻ vất vả hơn cả. Khi anh bị bán từ tay Vaas sang Hoyt Volker, trùm buôn bán nô lệ sống trên đảo kế cận, và lại sang Bambi "Buck" Hughes, một sát thủ giết mướn. Keith bị giam và phải làm nô lệ tình dục đồng tính cho Buck. Buck yêu cầu Jason tìm cho mình con dao hình rồng, chính là thứ Citra muốn, để trao đổi lấy Keith. Jason xâm nhập vào phế tích lăng mộ Trung Hoa cổ và tìm thấy con dao quý. Tuy nhiên Buck phản bội lời hứa, định bắt cả Jason và Keith sau khi đã có được con dao. Hai người đánh nhau và Jason hạ gục Buck bằng một nhát dao.
Jason khám phá ra rằng Vaas chính là anh trai của Citra, và là kẻ dưới quyền Hoyt. Từ một người ghê sợ sự giết chóc, Jason ngày càng trở nên khát máu và háo hức trong việc sử dụng bạo lực để hoàn thành những nhiệm vụ Dennis giao, với trái tim đầy niềm căm hận dành cho Vaas và bây giờ thêm cả Hoyt. Người Rakyat bắt đầu tôn kính anh như một chiến binh đầy quyền uy. Jason cãi nhau với Liza về kế hoạch về nhà. Liza nói rằng Jason đã thay đổi quá nhiều và hy vọng anh sẽ trở về với họ. Khi được Keith cho biết em trai Riley Brody đã bị sát hại, anh càng thêm quyết tâm từ chối chuyến trở về đất liền cùng bạn bè, và nói sẽ ở lại chiến đấu với người Rakyat, hy vọng giết Vaas và Hoyt để trả thù.
Jason cùng các chiến binh Rakyat thực hiện một cuộc tấn công vào căn cứ của quân cướp biển. Sau cuộc đấu súng đẫm máu, Jason đối mặt Vaas và hạ gục hắn bằng nhát đâm chí mạng với con dao khắc hình rồng. Anh tỉnh giấc trong ngôi đền của người Rakyat, Citra đang ở đó và đổ lỗi cho Hoyt việc biến em trai mình thành tên cướp biển khát máu. Vì thế Jason càng quyết tâm hơn trong việc tiêu diệt Hoyt. Anh liên lạc với Willis và được giới thiệu về Sam Becker, đặc vụ bí mật nằm vùng trong lực lượng của Hoyt.
Willis lái máy bay đưa Jason đến hòn đảo kế bên, nơi Hoyt đóng quân. Jason bắt liên lạc với Sam, giả dạng thành người trong quân của Hoyt và cùng lên kế hoạch lấy được sự tin tưởng của Hoyt, hòng đến gần và sẽ ám sát hắn. Họ phát hiện một âm mưu làm phản chống lại Hoyt của một nhóm người dưới trướng hắn. Sau khi Jason thu thập đủ bằng chứng và giết chết những kẻ chủ mưu, Sam tiến cử anh lên với Hoyt. Hoyt rất hài lòng và mời cả hai đến tham gia một buổi đánh bài xì phé vào tối hôm đó. Hắn cũng yêu cầu Jason tra tấn một tù nhân để thử lòng. Vào phòng giam, Jason nhận ra tù binh chính là em trai mình, Riley. Rất bất ngờ nhưng vì biết đang bị theo dõi qua máy quay an ninh nên Jason vẫn tra tấn Riley như thật.
Câu chuyện được đẩy lên kịch tính cao trào khi đang tham gia buổi đánh bài, Sam bất ngờ bị Hoyt rút dao đâm chết. Hoyt nói rằng thực ra đã biết Sam và Jason là những kẻ phản bội, và lao vào đánh nhau với Jason. Sau một vật lộn dữ dội, Hoyt bị Jason hạ sát bằng dao. Jason giải cứu Riley và trốn thoát về đảo Rakyat bằng trực thăng của Hoyt. Họ tìm đến bác sĩ Earnhardt nhưng thấy căn nhà của ông bốc cháy dữ dội và bác sĩ đang hấp hối. Với những lời cuối cùng, Earnhardt cho biết ông bị tấn công bởi các chiến binh Rakyat.
Jason và Riley đến đền thờ Rakyat và thấy Citra, Dennis cùng rất đông người Rakyat đang ở đó. Citra đã bắt giữ nhóm bạn của Jason trước khi họ rời đảo và thuyết phục anh giết họ trong một nghi thức để trở thành thủ lĩnh của người Rakyat và dẫn dắt họ đến những vinh quang tiếp theo. Tại đây người chơi trong vai Jason có thể lựa chọn cứu bạn bè của mình hoặc gia nhập nhóm của Citra.
Với lựa chọn 1, Jason cắt dây trói để cứu bạn. Ngay khi đó Dennis gọi anh là kẻ phản bội và lao vào định đâm anh nhưng bất ngờ Citra xông đến che cho Jason và dính trọn nhát dao. Citra sau đó chết trong tay Jason và thì thầm rằng cô yêu anh. Kết thúc, khung cảnh cuối cùng là con dao báu vật cắm lại trên bãi biển và con tàu chở Jason và nhóm bạn của anh rời đi ở phía xa,  cùng những lời tự sự của Jason, tuy anh giết nhiều người nhưng đâu đó bên trong anh vẫn còn lại nhân tính.
Nếu Jason lựa chọn giết chết bạn bè của mình, tiếp theo, anh sẽ làm tình với Citra trong một nghi lễ địa phương huyền bí. Tuy nhiên ngay sau khi kết thúc cuộc mây mưa, Citra bất ngờ đâm chết Jason rồi nói rằng anh chết như một chiến binh và con của họ sẽ trở thành thủ lĩnh Rakyat.